# Snåsa
Snåsa (en same du Sud : Snåase) est une commune norvégienne située dans le comté de Trøndelag.

## Géographie
La commune s'étend sur 2 342,66 km2 dans le nord-est du comté et est frontalière de la Suède au sud-est. Une partie de son territoire est occupée par le parc national de Blåfjella-Skjækerfjella.
Elle comprend les villages de Snåsa, Agle et Jørstad.

## Histoire
Le 1er janvier 1838, l'ancienne paroisse de Snåsa est érigée en commune. Le 1er janvier 1874, sa partie orientale est détachée pour former la commune de Lierne.

## Politique et administration
La commune est dirigée par un conseil municipal de dix-sept membres élus pour quatre ans.
| Période | Période  | Identité              | Étiquette    | Qualité |
| ------- | -------- | --------------------- | ------------ | ------- |
| 1992    | 1999     | Eystein Bardal        | Centre       |         |
| 1999    | 2003     | Alfred Berget         | Travailliste |         |
| 2003    | 2015     | Vigdis Hjulstad Belbo | Centre       |         |
| 2015    | 2019     | Tone Våg              | Travailliste |         |
| 2019    | En cours | Arnt Einar Bardal     | Centre       |         |